# Julius Thomas
Pour les articles homonymes, voir Thomas.
(en) Statistiques sur pro-football-reference
Julius Dewayne Thomas, né le 27 juin 1988 à Stockton, est un joueur américain de football américain.
Durant sa carrière, ce tight end a joué pour les Broncos de Denver (2011–2014), les Jaguars de Jacksonville (2015-2016) et les Dolphins de Miami (2017)en National Football League (NFL).